# Giovanni Baglione

Amor sacro y amor profano. 1602, Galleria Nazionale d'Arte Antica, Roma.

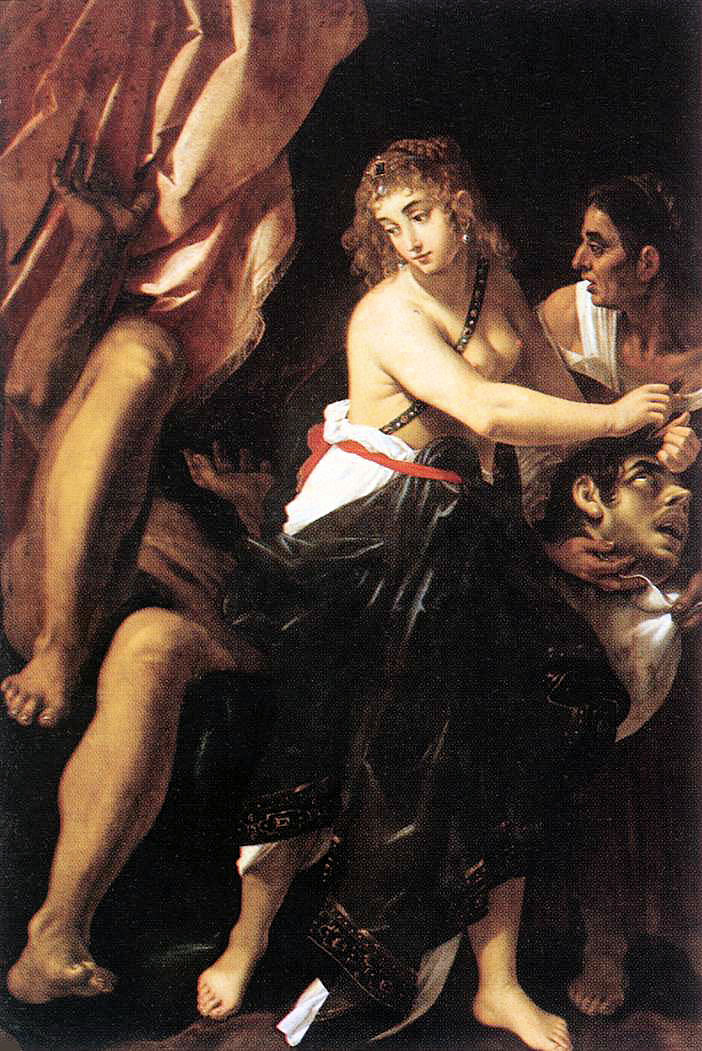
Judith con la cabeza de Holofernes. 1608, Galleria Borghese, Roma.

Giovanni Baglione (Roma, 1566–Roma, 30 de diciembre de 1643) fue un pintor italiano e historiador de arte del principio del barroco. En su tiempo también fue conocido por el mote de Il Sordo del Barozzo.

## Biografía
Alumno de Francesco Morelli, Baglione trabajó principalmente en Roma, inicialmente en estilo manierista, es conocido por su aversión hacia Caravaggio, pero su estilo influyó mucho en su obra.
El papa Paulo V lo ordenó caballero de la Orden de Cristo por su trabajo en la Basílica de San Pedro. Murió en Roma a edad avanzada.

## Obras
Baglione fue empleado en una gran cantidad de proyectos durante los pontificados de Clemente VIII y Paulo V. Entre sus principales obras figuran:
- Frescos de la Basílica de Santa María la Mayor de Roma, en la Capilla Borghese.
- Frescos de la Iglesia de Santa Maria dell' Orto.
- Última cena para la iglesia de San Nicola in Carcere, Roma.
- Amor Sacro y Amor Profano (1602, Galleria Nazionale d' Arte Antica, Roma), que es una respuesta al más conocido El amor victorioso de Caravaggio.
- San Pedro resucita a Tabitha (1607, Basílica de San Pedro), obra por la que consiguió su rango de caballero.
- San Esteban (Catedral de Perugia)
- Santa Catalina de Alejandría (Catedral de Loreto)
- Frescos del Salón de la Giustizia de Rocca dei Rossi.
- Hércules en la encrucijada (1640-1642, National Gallery of Slovenia, Ljubljana)
- Judith con la cabeza de Holofernes (1608, Galleria Borghese, Roma)
- Cupido frenando el instinto (Museo de San Pio V de Valencia), España.
- Martirio de San Mauro (Colegio del Corpus Christi, Valencia), España.
- Cabeza femenina de perfil, hacia la izquierda y hacia la derecha,  (Patrimonio Nacional), España.[1]
- San Sebastián curado por un ángel (Colección Privada)
- Virgen con el Niño y ángeles (Royal Collection, Windsor)
- Talía, musa de la comedia

## Publicaciones
Giovanni Baglione también fue escritor. Su Vite de' pittori es una fuente inestimable de datos biográficos sobre diversos artistas contemporáneos suyos, aunque su valoración sobre ellos es en muchos casos claramente tendenciosa. El ejemplo más destacado de ello es su eterna enemistad hacia Caravaggio. Parece que tuvo el claro objetivo de desacreditarlo ante la posteridad. A pesar de ello, su obra tiene un importante valor histórico.

### Obras
- Le nove chiese di Roma (1639).
- Le vite de' pittori, scultori et architetti dal pontificato di Gregorio XIII del 1572 in fino a tempi di Papa Urbano VIII nel 1642.